# 埃本施泰因山
47°36′21″N 15°1′42″E / 47.60583°N 15.02833°E

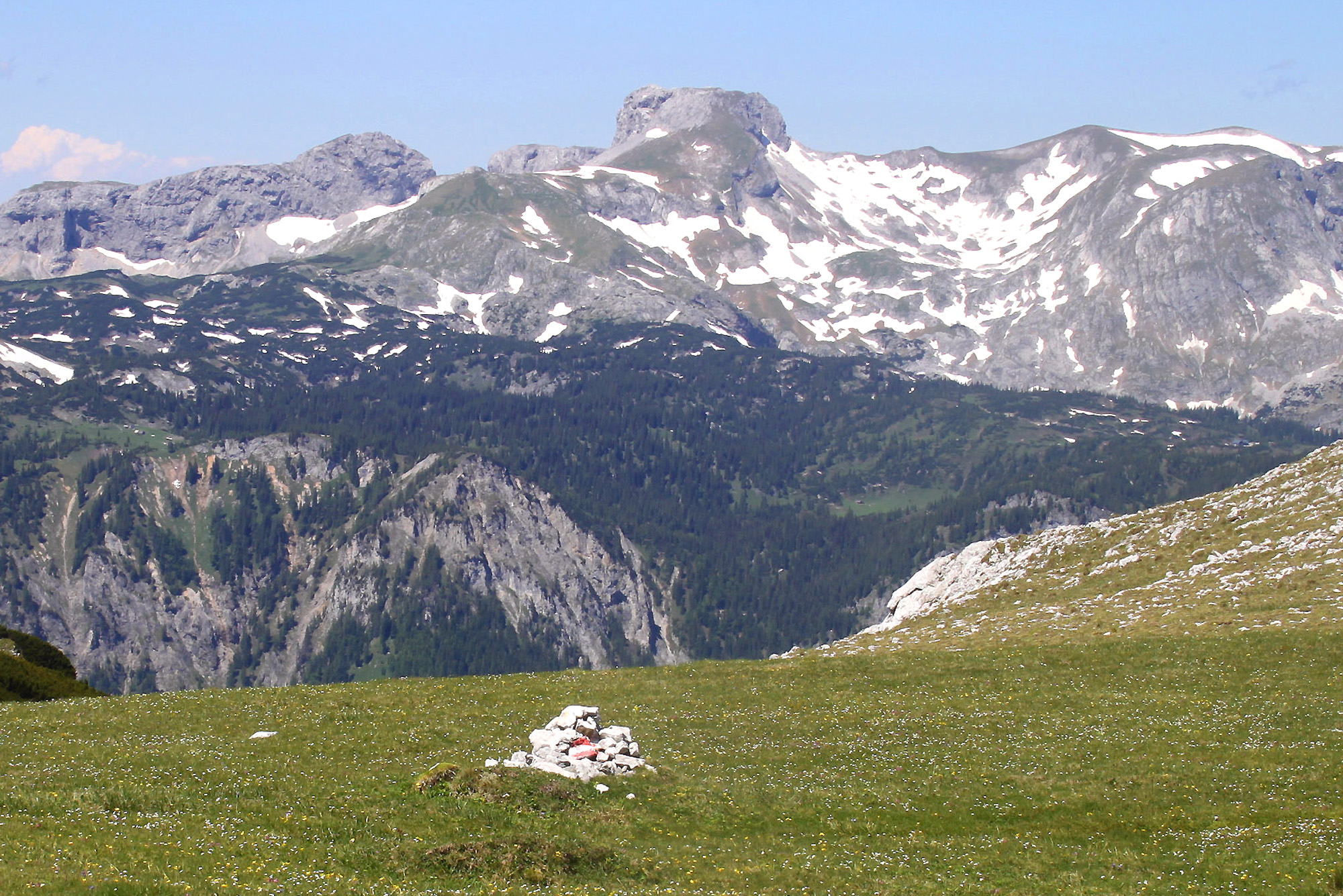

埃本施泰因山（德語：Ebenstein），是奧地利的山峰，位於該國中部，由施泰爾馬克州負責管轄，屬於上施瓦布山脈的一部分，海拔高度2,123米。